# Maria Aletta Hulshoff

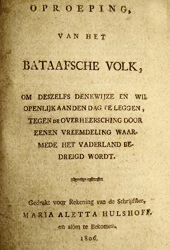
Titelblad van het pamflet Oproeping van het Bataafsche volk uit 1806

Maria Aletta Hulshoff, bijgenaamd Mietje (Amsterdam, 30 juli 1781 – aldaar, 10 februari 1846) was een Nederlands patriotte, feministe en pamflettiste. Zij keerde zich in pamfletten tegen Napoleon en Lodewijk Napoleon en werd daarvoor gevangengezet als politiek gevangene.
Zij nam de democratische, patriottistische en antiorangistische standpunten van haar vader Allard Hulshoff over en hield er haar leven lang aan vast. Deze opvattingen waren in de doopsgezinde gemeente wijdverbreid en Hulshoff kon tijdens haar ballingschap in Engeland en de Verenigde Staten terugvallen op een hecht netwerk van verwanten en geloofsgenoten.
Hulshoff vergeleek zichzelf graag met Jeanne d'Arc en trok zich, net als de jonge Française, noch van de rol die haar was opgedrongen, noch van de gevaren die haar stellingname met zich mee brachten, iets aan. Tijdgenoten noemden haar echter "geëxalteerd", "dweepzuchtig" of "hysterisch" maar daarbij moet men bedenken dat een vrouw geacht werd steeds haar mond te houden over al wat tot het door mannen beheerste domein van wetenschap, zeden en politiek behoorde.

## Biografie

### Jeugdjaren

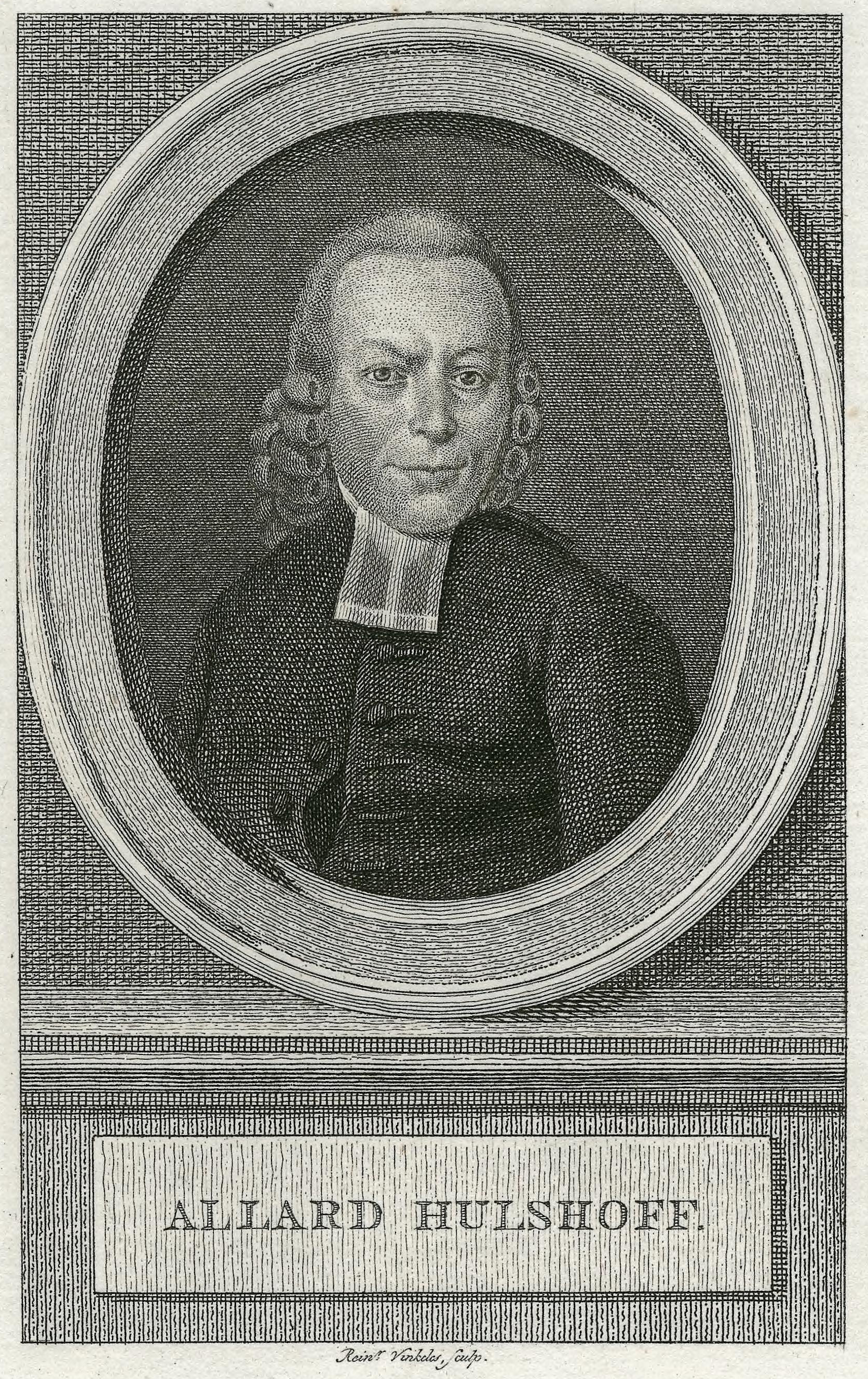
Portret van Allard Hulshoff, de vader van Maria Aletta

Hulshoff was de dochter van de doopsgezinde predikant Allard Hulshoff (1734-1795) en Anna Debora van Oosterwijk (1745-1812). Uit haar jeugdjaren is ook een familieportret bekend vervaardigd door Rienk Jelgerhuis, waarop Hulshoff als vijfjarige te zien is met haar ouders en broer Willem. Op de dag van haar 14e verjaardag overleed haar vader. Slechts tien weken eerder was haar broer reeds overleden.

### Eerste pamfletten
Hulshoff zocht in mei 1804 schriftelijk contact met de vooraanstaande patriot Samuel Wiselius. Toen in diezelfde zomer een reeks pamfletten onder de titel "Verzameling van brieven, gewisseld tusschen Valerius Publicola te Amsterdam en Caius Manlius te Utrecht" verscheen, arresteerde de politie niet Wiselius maar Hulshoff. In de Bataafse Republiek heerste geen persvrijheid of vrijheid van meningsuiting en pamfletten, boeken en kranten werden gecensureerd.
Dit pamflet was waarschijnlijk een door Wiselius geschreven verhandeling over de democratie. Het is mogelijk dat Hulshoff slechts haar naam heeft 'geleend' om Wiselius te beschermen. In mei 1804 schreef zij namelijk een brief aan Wiselius waarin zij voorstelde om de door hun beide aangehangen radicaaldemocratische denkbeelden in een pamflet uiteen te zetten. Hulshoff schreef verder te hopen door dit pamflet onder haar naam uit te brengen dat zowel Wiselius als de drukker buiten schot zouden kunnen blijven.
Hulshoff werd in hechtenis genomen, maar, omdat de autoriteiten begrepen dat de jonge vrouw niet de werkelijke auteur was en het bewijs tegen Wiselius niet toereikend, werd de zaak geseponeerd.
Een tweede pamflet, Oproeping van het Bataafsche volk uit 1806, was wel van haar hand en daarin keert zij zich tegen de opgedrongen koning Lodewijk Napoleon van Holland. Zij schreef het pamflet toen haar ter ore was gekomen, dat men in Parijs overwoog om een van de broers van Napoleon koning van Holland te maken. Zij noemt de patriot Johan Valckenaer als haar keuze voor de leiding van de Bataafse Republiek en deed in de inleiding een waarheid geworden voorspelling:

Naar het algemeen en maar al te gegrond gerugt vermelt, welk gerugt door zoo vele thans plaats grijpende omstandigheden bevestigd wordt, beoogt men Prins LOUIS BONAPARTE, onder den tijtel van Gouverneur Generaal over de Bataven te doen heerschen!
[...]
Over ons wil men een vreemd Vorst, met eigendunkelijke magt, de Schepter laten voeren; deze Republiek van eene vrije en onafhankelijke Bondgenoote, gelijk zij behoort te zijn, in een wingewest veranderen, ons voor altoos tot slaven maken!! - Binnen weinige weken zal deze rampzaligste staat de onze zijn, ten zij gij U op een waardige wijze tegen zulk een ontwerp verzet. Kunt gij (om slechts eenige gevolgen aan te stippen,) met koelbloedigheid vooruitzien dat uwe Nationale schuld of geheel vernietigd of gereduceert worde, en dus duizenden Ingezetenen in armoede gedompeld? Bij dat Nationaal Bankroet uwen Koophandel geheel verdorven; - uwe zonen ten krijgsdienst opgeschreven, als onderdanen, als soldaten van een vreemden Heer, en in ver afgelegene oorden ten slagtbank geleid! Afgrijselijk denkbeeld!

Het boekwerkje werd als "vuilaardig" door de politie opgekocht of zelfs in beslag genomen en de Hollandse autoriteiten wilden de schrijfster vervolgen. Op vijf na werden alle exemplaren van dit pamflet door de autoriteiten vernietigd. Hulshoffs familie ontvoerde haar daarom en bracht de tegenstribbelende scribente naar Bad Bentheim in Duitsland.

### Strafproces
Hulshoff ontsnapte daar aan de greep van haar familie en keerde terug naar Holland. Zij zocht de publiciteit die een proces met zich mee zou brengen en eiste in een brief aan de schepenen dat zij onmiddellijk zou worden gearresteerd. De strategie van de door haar moeder aangestelde strafpleiters Valckenaer en Willem Bilderdijk, beviel haar niet. Hun verdediging was gebaseerd op ontoerekeningsvatbaarheid ten gevolge van een geestelijke stoornis. Hun letterlijke tekst was dat zij "zodanig een aandoenlijk en door aandoenlijkheid buiten de natuurlijke staat van geestbedaardheid geworpen juffer" was. De achtergrond van dit verweer is de 19e-eeuwse opvatting dat een onbevredigde en opspelende baarmoeder, in het Grieks betekent "hustera" baarmoeder, vrouwen hysterisch maakt. Dit verweer zou de ongehuwde Hulshoff als politica ongeloofwaardig maken en zij ontsloeg de beide heren.
Tijdens het proces waarbij zij zichzelf wenste te verdedigen kreeg Hulshoff een zenuwinzinking, toen de rechters haar het woord gaven te harer verdediging kon zij dientengevolge geen woord uitbrengen. Zonder verweer werd zij daarop op 18 juli 1806 veroordeeld tot twee jaar opsluiting op eigen kosten in het stadsverbeterhuis oftewel spinhuis. De vrome domineesdochter doodde de tijd met het zingen van "schone godsdienstige en ook republikeinse gezangen".

### Buitenlandse periode
Eenmaal weer in vrijheid gesteld publiceerde zij een pamflet tegen de napoleontische dienstplicht die zij als een "verfoeilijke hatelijke requisitie" kenschetste. Deze aanval op de ruggengraat van de militaire dictatuur van de Bonapartes bracht haar op de lijst van regime-tegenstanders die moesten worden opgesloten in het Kasteel van Woerden, een van de gevangenissen voor politieke tegenstanders van het regime van Napoleon. Zij wist als man verkleed te ontsnappen voordat zij van Amsterdam naar Woerden kon worden overgebracht. Haar geestverwant Wiselius en de naaister van haar moeder - deze vrouw nam haar plaats in de gevangenis in - waren haar daarbij behulpzaam. Hulshoff vestigde zich daarop in Londen waar zij door haar doopsgezinde relaties werd onderhouden.
De doopsgezinden, het kerkgenootschap waartoe Hulshoff en haar ouders behoorden, waren in de Republiek der Zeven Verenigde Nederlanden vanwege hun godsdienst niet benoembaar in functies in het lands- en stadsbestuur. Dat bleef zo tot de inval van de Fransen in 1795 en het uitroepen van de Bataafse Republiek. Tal van doopsgezinden die buiten het bestuur waren gehouden hadden al voor 1795 gepleit voor staatkundige hervormingen. De stadhouder uit het Huis Oranje-Nassau had zich daartegen verzet. Doopsgezinden waren in de handel en bankwereld goed vertegenwoordigd en Hulshoff kon tijdens haar ballingschap in Engeland en de Verenigde Staten terugvallen op een hecht netwerk van verwanten en geloofsgenoten.
Van Hulshoff is buiten het familieportret uit haar jeugd geen ander portret bekend. Wel bestaat er een signalement uit het opsporingsbericht dat na haar ontsnapping werd verspreid:

Maria Aletta Hulshoff, oud 27 Jaren, (is) kort en tenger van postuur, een weinig scheef of gedraaid van lighaam, geel-bleek van aangezicht; bij aandoening eenigszins doch schielijk, blozende; donker van uitzicht, donker bruin hair, neus en mond middelmatig, stem zagt, en langzaam van uitspraak, het lighaam eenigszins opgezet; zijnde van een meer dan gemeenen afkomst en opvoeding.

Van 1811 tot 1820 woonde zij als vrijwillig banneling in New York in de Verenigde Staten waar zij in maart 1817 in het Engels haar "Handboek voor pacifisten-republikeinen" onder de titel "Peace Republicans Manual" publiceerde. De ondertitel van dit werk is het aan Propertius ontleende Latijnse motto "In magnis volvisse satis", juister zou zijn geweest "sat est", oftewel "Het volstaat grote doelen nagestreefd te hebben". De vooruitstrevende Hulshoff keerde pas in 1820 terug naar Nederland waar zij zich van verdere politieke activiteiten onthield. In 1827 propageerde zij in haar laatste pamflet de vaccinatie tegen pokken. Daarvoor voerde zij hygiënische argumenten aan.

### Mythe over een aanslag op Napoleon
Berichten als zou zij een moordaanslag hebben willen plegen op keizer Napoleon die in 1810 Den Helder en zijn paleizen in Amsterdam en Apeldoorn bezocht lijken niet gestaafd te kunnen worden door betrouwbare bronnen. Johan Joor spreekt in dit kader van een mystificatie, waarbij de vermeende voorgenomen aanslag op Napoleon gebruikt wordt om de persoon van Hulshoff nog buitengewoner te maken. In dit kader kan ook de titel van het boek van Geertje Wiersma beschouwd worden. Wiersma schept een verwachting met de titel "Mietje Hulshoff of De aanslag op Napoleon", zonder in haar boek enig bewijs voor een aanslag, gepland of mislukt, aan te dragen.
De mythe lijkt echter ook heden ten dage niet geheel ontkracht. Zo wordt Hulshoff in een scriptie die in het digitale archief van het Internationaal Informatiecentrum en Archief voor de Vrouwenbeweging bewaard wordt, zonder enige kritische noot voorgesteld als vrouw die een aanslag op keizer Napoleon beraamde.
De bronnen laten wel zien dat de keizer tijdens zijn bezoek streng werd bewaakt.

### Laatste levensjaren
Zoals zoveel doopsgezinden leefde ook de altijd vrijgezel gebleven en kinderloze Hulshoff zeer sober. In haar kamers aan de Egelantiersgracht bij de Lijnbaansgracht (in Amsterdam), op de bovenverdieping van nummer 99, werden na haar dood slechts "een ledig kabinet, een bureau met eenige vrouwe kleederen van weinig waarde, twee kisten boeken en schrifturen, een sluitmand met lappen, twee oude stoelen, een bed met twee kussens, verder eenige rommeling niet waardig te beschrijven" gevonden. Toch was zij rijk, zij liet aan haar vrienden, waaronder Wiselius, voor 22.400 gulden aan waardepapieren na. Voor de inflatie gecorrigeerd zou dat bedrag anno 2007 circa 180.000 euro vertegenwoordigen.

## Literatuur

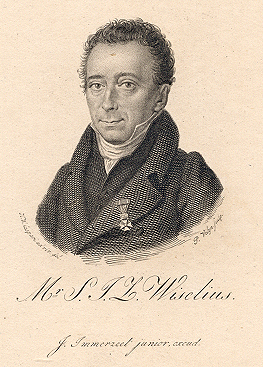
Wiselius na 1815

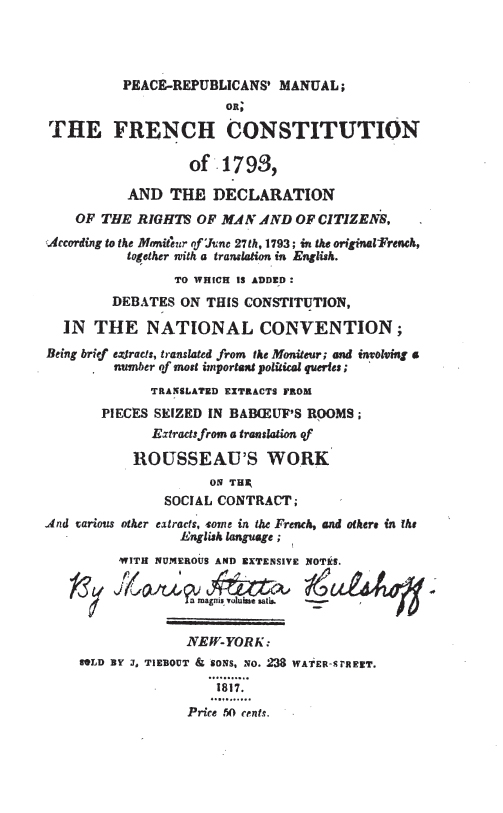
Titelpagina van Peace republican's manual door Maria Aletta Hulhoff uit 1817

### Aan Maria Aletta Hulshoff toegeschreven werk
- De "Verzameling van brieven, gewisseld tusschen Valerius Publicola te Amsterdam en Caius Manlius te Utrecht" 1804. Dit werk was waarschijnlijk van de hand van Samuel Wiselius maar het pamflet werd aan haar toegeschreven. Publius Valerius Publicola was een bondgenoot van Lucius Junius Brutus en een republikeins idool. Gnaeus Manlius, bijgenaamd "Cincinnatus", was Consul van Rome in 480 voor het begin van onze jaartelling. De brieven waren uiteraard gefingeerd en zij bevatten kritiek op de staatsinrichting van de Bataafse Republiek. De brieven kunnen gezien worden als een vervolg op "Belangrijke brieven over de nieuwe zamenstelling van den Asiatischen raad", geschreven door Wiselius onder het pseudoniem Decius Batavus.[21]

### Werken van Maria Aletta Hulshoff
- Oproeping van het Bataafsche volk, om deszelfs denkwijze en wil openlijk aan den dag te leggen, tegen de overheersching door eenen vreemdeling, waarmede het vaderland bedreigd wordt (Amsterdam, april 1806). Het werk is te kenschetsen als een politiek pamflet tegen de invoering van een monarchie. Het pamflet telt slechts 8 pagina's en werd ook in het Engels vertaald. De Bie en Loosjes schrijven hierover dat Hulshof zich in zóó heftige bewoording richtte tegen de komst van Lodewijk Napoleon naar Nederland en tegen andere regeeringsmaatregelen, dat zij zelf door de justitie vervolgd werd.[6]
- Droevige klagt van een aalmoeseniers-weeskind (z.p. 1808). Het betreft hier een eerste aanklacht tegen het regeringsbeleid om weeskinderen op te roepen voor militaire dienst.
- Waarschouwing tegen de requisitie, welke men in ons vaderland wil invoeren [...] (Haarlem, april 1809). Dit derde werk verscheen een jaar na het voorgaande en betreft opnieuw een aanklacht tegen de militaire dienstplicht.
- Peace republican’s manual, or the French constitution of 1793 and the Declaration of the rights of man and of citizens […] (New York 1817).[22] Hulshoff publiceerde hier een studie over de Franse en Amerikaanse constituties en de Verklaring van de Rechten van de Mens en de Burger. Anders dan de voorgaande werken werd deze publicatie in New York geschreven in afwisselend Frans en Engels.
- Gevolgen der voldoening, of iets over de vrage: Verkondigt Gods heilig woord, dat een gedeelte van het menschelijk geslacht, hier namaals, zonder einde boosaardig en lijdend zal blijven; of verkondigt hetzelve de eindelijke zaligheid van alle menschen? [...] (Amsterdam 1820). Het betreft een theologisch traktaat over de predestinatie en het hiernamaals.
- De koepok-inenting beschouwd, en tien bedenkingen overwogen: voor minkundigen (Amsterdam 1827). Met dit laatste werk begaf Hulshoff zich op het raakvlak van de nationale gezondheidspolitiek en religie. Het ging in casu om een in 1827 actuele verhandeling over koepokken. Inenting met koepokken beschermde tegen de vaak dodelijk verlopende en destijds in Nederland nog endemische pokken. De inenting was in religieuze kringen echter omstreden omdat daarmee zou worden ingegrepen in Gods plan.

### Over Maria Aletta Hulshoff
- Saskia Jansen: Mietje Hulshoff was geen mietje, artikel in het Handelsblad, 6-8-2007
- P. van Limburg Brouwer: Het leven van Samuel Iperuszoon Wiselius (Groningen 1846).
- J.A. Sillem: Het leven van mr. Johan Valckenaer (1759-1821). Naar onuitgegeven bronnen bewerkt 2 (Amsterdam 1876) 203-211 en bijlage xxv.
- J. van den Bergh van Eysinga-Elias: Het intellectueele leven der Nederlandsche vrouw in 1813, in: Tentoonstelling ‘De Vrouw 1813-1913’. Twaalf voordrachten (Zaltbommel 1913) 191-220.
- J.M. Hulshoff en H.Ch. Hulshoff: de beschrijving van het geslacht Hulshoff in de reeks Nederland’s Patriciaat (het Blauwe boekje, deel 28, 1942).
- Johanna Stouten: Willem Anthonie Ockerse (1760-1826). Leven en werk (Amsterdam 1982).
- Johanna Stouten: Maria Aletta Hulshoff (1781-1846), dweepster of idealiste?".
- Tijdschrift over Nederlandse letterkunde I (1984) 2, 72-79.
- Johan Joor: De adelaar en het lam. Onrust, opruiing en onwilligheid in Nederland ten tijde van het Koninkrijk Holland en de inlijving bij het Franse keizerrijk (1806-1813) (Amsterdam 2000).
- Geertje Wiersma: Mietje Hulshoff of De aanslag op Napoleon (Amsterdam 2003).
- Dr. A.J.C.M. Gabriëls: Maria Aletta Hulshoff (1781-1846), politiek activiste en publiciste, in het Digitaal Vrouwenlexicon van Nederland, een digitale publicatie uit 2004. zie hier.
- Onder het pseudoniem "Herkauwer" heeft de in Amsterdam geïnteresseerde schrijver André Hanou op het internet artikelen over Mietje Hulshoff gepubliceerd.[23]

## Kwartierstaat
Hulshoff is een bekende Nederlandse doopsgezinde familie met als stamvader Berend Janz Hulshoff, zijn vader, ene Jan, verhuisde naar Hulshoff, een boerderij dicht bij Zenderen en nam zodoende de familienaam Hulshoff aan.
Een kwartierstaat met de bekende voorouders van Hulshoff:
|  |                                          |  |  |  |  |  |  |  |  |  |  |  |  |  |  |  |
|  | 16. Berend Jansz Hulshoff 1635-1694      |  |  |  |  |  |  |  |  |  |  |  |  |  |  |  |
|  |                                          |  |  |  |  |  |  |  |  |  |  |  |  |  |  |  |
|  |                                          |  |  |  |  |  |  |  |  |  |  |  |  |  |  |  |
|  | 8. Abraham Berends Hulshoff 1674-1759    |  |  |  |  |  |  |  |  |  |  |  |  |  |  |  |
|  |                                          |  |  |  |  |  |  |  |  |  |  |  |  |  |  |  |
|  |                                          |  |  |  |  |  |  |  |  |  |  |  |  |  |  |  |
|  | 17. Geessien (Geesje) Hendriks 1639-1697 |  |  |  |  |  |  |  |  |  |  |  |  |  |  |  |
|  |                                          |  |  |  |  |  |  |  |  |  |  |  |  |  |  |  |
|  |                                          |  |  |  |  |  |  |  |  |  |  |  |  |  |  |  |
|  | 4. Berent Abrahams Hulshoff 1706-1793    |  |  |  |  |  |  |  |  |  |  |  |  |  |  |  |
|  |                                          |  |  |  |  |  |  |  |  |  |  |  |  |  |  |  |
|  |                                          |  |  |  |  |  |  |  |  |  |  |  |  |  |  |  |
|  | 18. Berend Scholten                      |  |  |  |  |  |  |  |  |  |  |  |  |  |  |  |
|  |                                          |  |  |  |  |  |  |  |  |  |  |  |  |  |  |  |
|  |                                          |  |  |  |  |  |  |  |  |  |  |  |  |  |  |  |
|  | 9. Fennigje Berends Scholten 1666-1725   |  |  |  |  |  |  |  |  |  |  |  |  |  |  |  |
|  |                                          |  |  |  |  |  |  |  |  |  |  |  |  |  |  |  |
|  |                                          |  |  |  |  |  |  |  |  |  |  |  |  |  |  |  |
|  | 2. Allard Hulshoff 1734-1795             |  |  |  |  |  |  |  |  |  |  |  |  |  |  |  |
|  |                                          |  |  |  |  |  |  |  |  |  |  |  |  |  |  |  |
|  |                                          |  |  |  |  |  |  |  |  |  |  |  |  |  |  |  |
|  | 20. Johan Harmens                        |  |  |  |  |  |  |  |  |  |  |  |  |  |  |  |
|  |                                          |  |  |  |  |  |  |  |  |  |  |  |  |  |  |  |
|  |                                          |  |  |  |  |  |  |  |  |  |  |  |  |  |  |  |
|  | 10. Aldert Jansen                        |  |  |  |  |  |  |  |  |  |  |  |  |  |  |  |
|  |                                          |  |  |  |  |  |  |  |  |  |  |  |  |  |  |  |
|  |                                          |  |  |  |  |  |  |  |  |  |  |  |  |  |  |  |
|  | 21. Grietje Dercks                       |  |  |  |  |  |  |  |  |  |  |  |  |  |  |  |
|  |                                          |  |  |  |  |  |  |  |  |  |  |  |  |  |  |  |
|  |                                          |  |  |  |  |  |  |  |  |  |  |  |  |  |  |  |
|  | 5. Jantje Alders Rosinga 1708-1788       |  |  |  |  |  |  |  |  |  |  |  |  |  |  |  |
|  |                                          |  |  |  |  |  |  |  |  |  |  |  |  |  |  |  |
|  |                                          |  |  |  |  |  |  |  |  |  |  |  |  |  |  |  |
|  | 11. Martje Feckes                        |  |  |  |  |  |  |  |  |  |  |  |  |  |  |  |
|  |                                          |  |  |  |  |  |  |  |  |  |  |  |  |  |  |  |
|  |                                          |  |  |  |  |  |  |  |  |  |  |  |  |  |  |  |
|  | 1. Maria Aletta Hulshoff 1781-1846       |  |  |  |  |  |  |  |  |  |  |  |  |  |  |  |
|  |                                          |  |  |  |  |  |  |  |  |  |  |  |  |  |  |  |
|  |                                          |  |  |  |  |  |  |  |  |  |  |  |  |  |  |  |
|  | 24. Dirk van Oosterwijk 1640-1693        |  |  |  |  |  |  |  |  |  |  |  |  |  |  |  |
|  |                                          |  |  |  |  |  |  |  |  |  |  |  |  |  |  |  |
|  |                                          |  |  |  |  |  |  |  |  |  |  |  |  |  |  |  |
|  | 12. Jacob van Oosterwijk 1683-1743       |  |  |  |  |  |  |  |  |  |  |  |  |  |  |  |
|  |                                          |  |  |  |  |  |  |  |  |  |  |  |  |  |  |  |
|  |                                          |  |  |  |  |  |  |  |  |  |  |  |  |  |  |  |
|  | 25. Livina Verbeek 1610-1646             |  |  |  |  |  |  |  |  |  |  |  |  |  |  |  |
|  |                                          |  |  |  |  |  |  |  |  |  |  |  |  |  |  |  |
|  |                                          |  |  |  |  |  |  |  |  |  |  |  |  |  |  |  |
|  | 6. Willem van Oosterwijk                 |  |  |  |  |  |  |  |  |  |  |  |  |  |  |  |
|  |                                          |  |  |  |  |  |  |  |  |  |  |  |  |  |  |  |
|  |                                          |  |  |  |  |  |  |  |  |  |  |  |  |  |  |  |
|  | 26. IJsbrand Bruijn 1654                 |  |  |  |  |  |  |  |  |  |  |  |  |  |  |  |
|  |                                          |  |  |  |  |  |  |  |  |  |  |  |  |  |  |  |
|  |                                          |  |  |  |  |  |  |  |  |  |  |  |  |  |  |  |
|  | 13. Anna Bruijn 1686-1743                |  |  |  |  |  |  |  |  |  |  |  |  |  |  |  |
|  |                                          |  |  |  |  |  |  |  |  |  |  |  |  |  |  |  |
|  |                                          |  |  |  |  |  |  |  |  |  |  |  |  |  |  |  |
|  | 27. Anna Insma 1656                      |  |  |  |  |  |  |  |  |  |  |  |  |  |  |  |
|  |                                          |  |  |  |  |  |  |  |  |  |  |  |  |  |  |  |
|  |                                          |  |  |  |  |  |  |  |  |  |  |  |  |  |  |  |
|  | 3. Anna Debora van Oosterwijk 1745-1812  |  |  |  |  |  |  |  |  |  |  |  |  |  |  |  |
|  |                                          |  |  |  |  |  |  |  |  |  |  |  |  |  |  |  |
|  |                                          |  |  |  |  |  |  |  |  |  |  |  |  |  |  |  |
|  | 28. IJsbrand Bruijn 1654                 |  |  |  |  |  |  |  |  |  |  |  |  |  |  |  |
|  |                                          |  |  |  |  |  |  |  |  |  |  |  |  |  |  |  |
|  |                                          |  |  |  |  |  |  |  |  |  |  |  |  |  |  |  |
|  | 14. Abraham Bruijn 1693                  |  |  |  |  |  |  |  |  |  |  |  |  |  |  |  |
|  |                                          |  |  |  |  |  |  |  |  |  |  |  |  |  |  |  |
|  |                                          |  |  |  |  |  |  |  |  |  |  |  |  |  |  |  |
|  | 29. Anna Insma 1656                      |  |  |  |  |  |  |  |  |  |  |  |  |  |  |  |
|  |                                          |  |  |  |  |  |  |  |  |  |  |  |  |  |  |  |
|  |                                          |  |  |  |  |  |  |  |  |  |  |  |  |  |  |  |
|  | 7. Anna Bruyn 1722                       |  |  |  |  |  |  |  |  |  |  |  |  |  |  |  |
|  |                                          |  |  |  |  |  |  |  |  |  |  |  |  |  |  |  |
|  |                                          |  |  |  |  |  |  |  |  |  |  |  |  |  |  |  |
|  | 30. Jan van Vollenhoven -1784            |  |  |  |  |  |  |  |  |  |  |  |  |  |  |  |
|  |                                          |  |  |  |  |  |  |  |  |  |  |  |  |  |  |  |
|  |                                          |  |  |  |  |  |  |  |  |  |  |  |  |  |  |  |
|  | 15. Debora van Vollenhoven 1694-1767     |  |  |  |  |  |  |  |  |  |  |  |  |  |  |  |
|  |                                          |  |  |  |  |  |  |  |  |  |  |  |  |  |  |  |
|  |                                          |  |  |  |  |  |  |  |  |  |  |  |  |  |  |  |
|  | 31. Anna Bruijning                       |  |  |  |  |  |  |  |  |  |  |  |  |  |  |  |
|  |                                          |  |  |  |  |  |  |  |  |  |  |  |  |  |  |  |
|  |                                          |  |  |  |  |  |  |  |  |  |  |  |  |  |  |  |